# Mediaplanering
Mediaplanering är att välja lämpliga mediakanaler för att förmedla budskapet. Valet görs med hänsyn till räckvidd, frekvens och genomslagskraft i den valda målgruppen.